# Nanoscypha striatispora
Nanoscypha striatispora är en svampart som först beskrevs av W.Y. Zhuang, och fick sitt nu gällande namn av F.A. Harr. 1998. Nanoscypha striatispora ingår i släktet Nanoscypha och familjen Sarcoscyphaceae.   Inga underarter finns listade i Catalogue of Life.